# 2XMM J083026+524133
2XMM J083026+524133 (2XMM J0830) – bardzo duża gromada galaktyk w gwiazdozbiorze Rysia, oddalona o około 7,7 miliardów lat świetlnych od Ziemi. Została odkryta w 2008 roku przez satelitę XMM-Newton i teleskop Large Binocular Telescope.
Od 2008 roku jest to największa znana gromada galaktyk spośród tych najbardziej odległych (współczynnik przesunięcia ku czerwieni z≥1), wcześniej największą była odkryta w 2006 roku gromada XMMXCS 2215-1738.